# Иевлево-Знаменское
Иевлево-Знаменское (также Знаменское, Знаменское-Мартыново и Мартыново) ― утраченная усадьба в городском округе Химки, Московская область. От усадьбы сохранились церковь иконы Божией Матери «Знамение», служебное здание и остатки парка с прудом. Усадьба известна с 1646 года, когда её получил как вотчину помещик С. Н. Боборыкин. После него усадьбой владели князья Черкасские, Щепотовы (Щепотьевы) и дворяне Мартыновы. При Мартыновых были перестроены главный дом и церковь, появились новые усадебные сады. После 1917 года Мартыновы покинули усадьбу, и в ней разместились сначала племенное хозяйство, затем дом отдыха и Алексеевская школьная колония, учащиеся которой написали «Историю усадьбы Знаменское» и разрушили фамильный склеп Мартыновых. В 1930-х годах был утрачен главный дом усадьбы, в ходе битвы за Москву были разрушены и другие постройки кроме церкви. После этого до 1970-х годов церковь использовалась как жилое помещение и склад. В 1970-х годах на месте бывшей усадьбы находилась птицефабрика. В июле 2002 года началась реставрация Знаменской церкви. Территорию бывшей усадьбы с церковью и парком занимает ОМОН.

## Описание

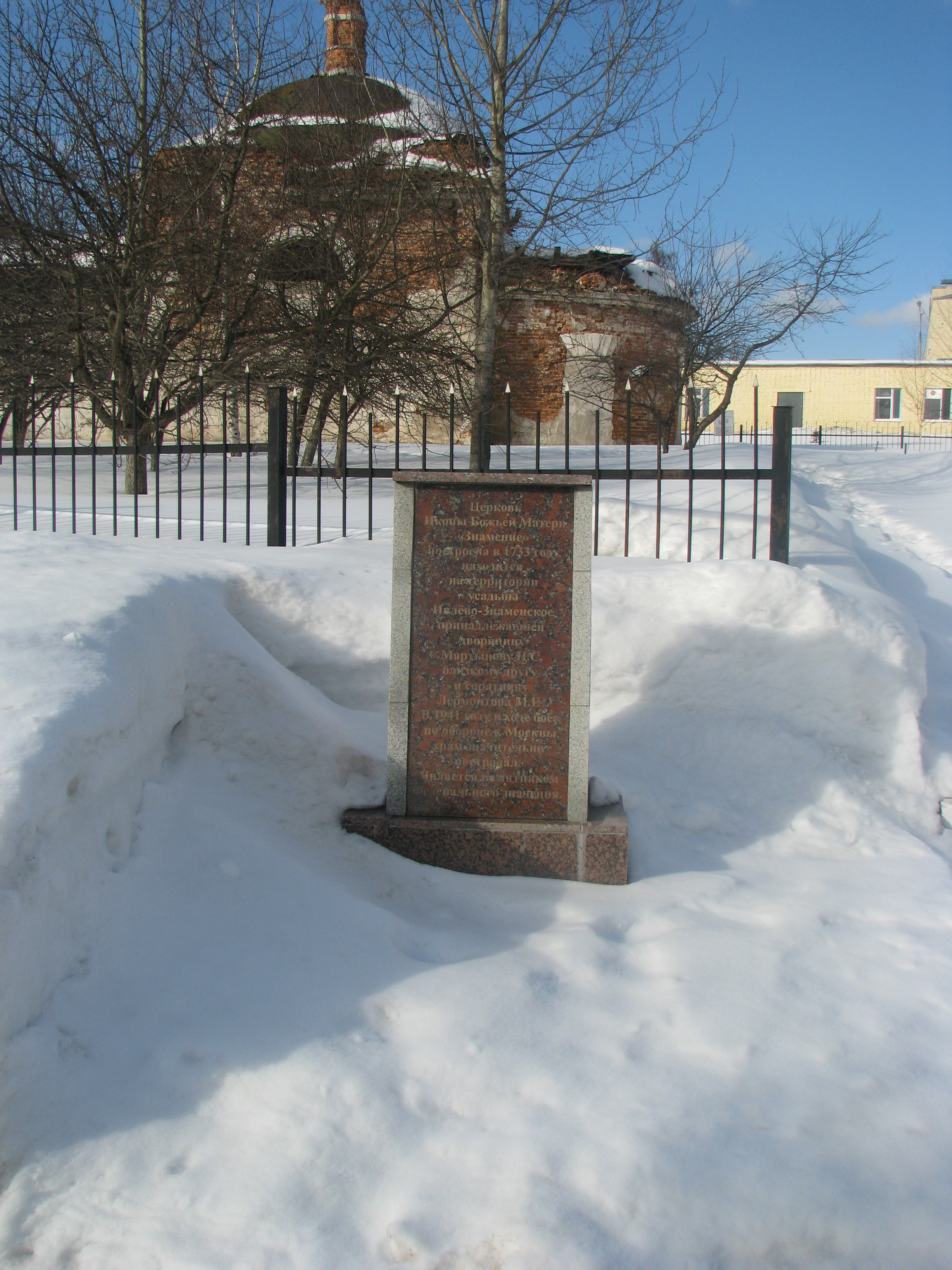
Памятный знак в Иевлеве-Знаменском (2016)

Усадьба располагалась на берегу реки Клязьмы в девяти километрах от железнодорожной станции Сходня. Сохранились перестроенное служебное здание усадьбы, церковь иконы Божией Матери «Знамение», а также остатки пейзажного парка с прудом. Хотя усадьба называлась Иевлево-Знаменское, её часто называли просто Знаменским, по церкви иконы Божией Матери «Знамение». Местное население называло имение Мартыновым по фамилии последних владельцев усадьбы. В Едином реестре объектов культурного наследия усадьба носит название Знаменское-Мартыново.

## История
Усадьба Иевлево-Знаменское была впервые упомянута в письменных источниках в 1646 году как вотчина С. Н. Боборыкина, после его смерти её владелицей стала вдова Боборыкина (Бобарыкина) княжна А. И. Черкасская. Во второй трети XVIII века имением владел муж дочери Черкасской советник Адмиралтейской Коллегии Алексей Щепотьев. В 1767 году усадьба и прилегающие деревни Владышино и Ануково находились во владении поручика лейб-гвардии Николая Алексеевича Щепотова (Щепотьева). В усадьбе находились главный деревянный дом с двумя садами ― регулярным и плодовым, каменная церковь иконы Божией Матери «Знамение» 1773 года постройки и мучная мельница «о трёх поставах». с 1798 года имение перешло в собственность дворян Мартыновых (первым владельцем Иевлева-Знаменского из рода Мартыновых стал помещик Соломон Михайлович Мартынов), при которых в первой половине XIX века были построены двухэтажный дом из камня с колоннами и деревянным мезонином и оранжерея. К дому вела липовая алея. В усадьбе также находился пейзажный парк, в котором росли вязы, лиственницы и сосны, а также располагался небольшой пруд. В 1830 году церковь была перестроена в стиле ампир: в плане она теперь представляла четверик, перекрытый сомкнутым сводом и завершающийся белым карнизом с аттиком и куполом в виде полусферы. Кроме того, были возведены двухъярусная колокольня церкви и трапезная.
В 1839 году Соломон Мартынов умер, и собственницей имения стала его жена. После её смерти в 1851 году усадьба перешла во владение их сыну Николаю Мартынову, который в 1841 году на дуэли застрелил Михаила Лермонтова. 15 июля 1871 года в Иевлеве-Знаменском Николай Мартынов начал писать мемуары под названием «Моя исповедь», но не завершил их. При Николае Мартынове на колокольне церкви был нарисован портрет Богородицы, возможно, срисованный с жены Мартынова Софьи Иосифовны. Софья и Николай были похоронены в усадьбе после их смерти в 1861 и 1875 годах соответственно. Николай испытывал угрызения совести за убийство Лермонтова и поэтому завещал не ставить на его могиле надгробия, чтобы «память о нём исчезла вместе с ним». Иевлево-Знаменское было унаследовано сыном Николая Мартынова Виктором, знакомым с Львом Толстым, который посещал усадьбу Мартыновых. При Викторе Мартынове в имении появилась большая библиотека, были устроены зимний и фруктовый сады, оранжереи и пасека. В усадебном парке были высажены ели. В 1915 году после смерти Виктора (он и его жена Софья Михайловна были также похоронены на территории усадьбы) новым владельцем имения стал его сын Георгий, который после революции 1917 года покинул усадьбу и вместе с семьёй эмигрировал в Лондон. Перед этим управляющий имения замуровал в стене главного дома серебряную посуду и иконы, а под полом одной из комнат ― медные вещи.
До 1919 года бывшим имением, в котором было организовано племенное хозяйство, заведовал бывший управляющий при Мартыновых Иван Мартынович. После него заведующим хозяйства стал А. С. Федосеев, вывезший из усадьбы сохранившиеся ковры, мебель, одежду и найденные в тайнике оклады икон, покрытые золотом, и серебряные предметы. Картины, находившиеся в усадьбе, были отправлены в Музейный фонд, другие художественные ценности ― в Новоиерусалимский музей. В 1921 году в главном доме был устроен дом отдыха. Церковь была однажды обокрадена и подожжена, однако пожар удалось затушить, а стены церкви были вновь побелены на средства прихожан. В 1924 году на территории бывшей усадьбы разместилась Алексеевская школьная колония Московского отдела народного образования (МОНО), учащиеся которой в 1925 году написали «Историю имения Знаменское». Из-за деятельности колонистов были утрачены останки Мартыновых, фамильный склеп был засыпан землёй. В сентябре 1922 году Иевлево-Знаменское посетили сестра Георгия Мартынова Надежда вместе с Александрой Толстой. В 1939 году усадебный секретер был привезён в музей Лермонтова Тарханы, где до 1973 года ошибочно выставлялся как секретер бабушки поэта. В 1930-х годах был утрачен главный дом усадьбы.
В декабре 1941 года усадьба была полностью разрушена во время битвы за Москву. Пострадала усадебная церковь, второй ярус колокольни был утрачен. После окончания боевых действий до 1970-х годов церковь использовалась как жилое помещение и затем как склад. На месте бывшего имения появилась птицефабрика «Цесарка», ликвидированная в конце 1970-х годах. При фабрике появился посёлок Лесная Цесарка (также известный как просто Цесарка), жителей которого после ликвидации фабрики переселили в посёлок Лунёво. На территории бывшей усадьбы также размещалась одна из частей внутренных войск МВД СССР. В конце XX века из деревни Владычино (бывшее Владышино) исчез колокол усадебный церкви, использовавшийся в качестве набатного. В июле 2002 года началась реставрация Знаменской церкви. В начале XXI века территорию бывшей усадьбы, включая церковь и бывший пейзажный парк с прудом, занимает ОМОН. Напротив церкви находится кладбище крестьян из деревни Владычино.